# Fractie (Bondsdag)

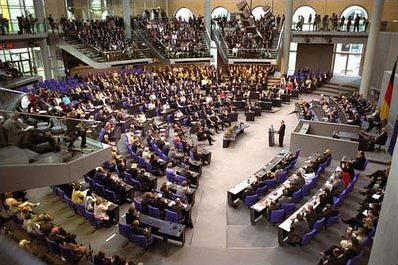
Bundestag

Een fractie in de Duitse Bondsdag is het samengaan van minstens 5% van de verkozen leden van de raad, die eenzelfde politieke oriëntering hebben, tot eenzelfde politieke partij behoren. Deze voorwaarde is in de reglementen van de Bondsdag vastgelegd. Door dit samengaan verkrijgt de groepering fractiestatus, wat een aantal voordelen met zich meebrengt: zo krijgt een fractie (afhankelijk van haar grootte) een aantal vergaderkamers in de gebouwen van de Bondsdag ter beschikking, krijgt zij bijkomende financiële middelen voor administratie en secretariaat, en kan afgevaardigden plaatsen in verschillende comités die bijvoorbeeld wetten voorbereiden of schandalen onderzoeken. Spreektijd wordt over de fracties verdeeld, zodat een afgevaardigde voor de andere leden van de fractie kan optreden, en dus meer tijd voor zijn optreden krijgt.
In uitzonderlijke gevallen kan het voorkomen dat een bepaalde politieke partij (of een individu) wel in het parlement verkozen is, maar geen 5% van de mandaten bereikt (zie hiervoor Duits kiessysteem). In dat geval kunnen deze afgevaardigden besluiten zich te groeperen. Hieraan zijn minder voordelen verbonden dan aan een fractie.
Wie noch tot een groep, noch tot een fractie behoort is 'fractieloos'.
Bijzonder is dat afgevaardigden die tot verschillende politieke partijen behoren ook een fractie kunnen vormen op voorwaarde dat de partijen waartoe ze behoren elkaar in geen enkele deelstaat bekampen. Gebruik hiervan maken de 2 grote christelijk geïnspireerde partijen, CDU en CSU, die sinds jaren de CDU/CSU-Fractie, ook bekend als Union, vormen. De CDU treedt niet in Beieren op, de CSU alleen in Beieren.